# Ataque aéreo israelense à Al-Mawasi em 13 de julho de 2024
Em 13 de julho de 2024, ataques aéreos israelenses atingiram a área de Al-Mawasi, próxima a Khan Yunis, na Faixa de Gaza, durante a Guerra em Gaza. O ataque resultou na morte de pelo menos 90 palestinos, incluindo mulheres e crianças,
e feriu mais de 300 pessoas. Israel afirmou que o ataque teve como alvo líderes de alto escalão do Hamas. Sobreviventes relataram que foram atacados sem aviso prévio em uma área considerada segura.
Após a Invasão israelense da Faixa de Gaza [en], Israel ordenou que civis palestinos evacuassem para zonas humanitárias designadas, incluindo Al-Mawasi, em dezembro de 2023. Durante o ataque de 13 de julho de 2024, Israel lançou oito bombas de 2.000 libras em Al-Mawasi, sendo pelo menos uma delas fabricada nos Estados Unidos. Israel afirmou ter alvejado e matado o comandante militar do Hamas, Mohammed Deif, e o comandante da Brigada Khan Younis do Hamas, Rafa Salama [en]. O Hamas confirmou a morte de Deif em 30 de janeiro de 2025.
Após os ataques aéreos, aeronaves quadricópteras israelenses aguardaram a chegada de ambulâncias e equipes de defesa civil e abriram fogo assim que chegaram, segundo testemunhas, um jornalista local e o Euro-Mediterranean Human Rights Monitor [en]. Dois membros da Defesa Civil Palestina [en] foram mortos nesse ataque.
O ataque a Al-Mawasi gerou condenações internacionais de Israel por parte de países árabes, da União Europeia e da Organização das Nações Unidas. A União Europeia pediu uma investigação independente e responsabilização, descrevendo o ataque como um possível crime de guerra.
Um mandado de prisão foi emitido para Mohammed Deif pela Tribunal Penal Internacional (TPI) em 21 de novembro de 2024, junto com Benjamin Netanyahu e Yoav Gallant. A corte reconheceu que a morte de Deif foi relatada, mas destacou que havia menos evidências públicas do que para as mortes de Yahya Sinwar ou Ismail Haniya. Após o Hamas confirmar a morte de Deif no ataque aéreo, a TPI cancelou o mandado em fevereiro de 2025.

## Contexto
Durante a Guerra em Gaza, muitos civis em Gaza receberam ordens de Israel para evacuarem [en] para zonas humanitárias seguras. Em dezembro de 2023, as Forças de Defesa de Israel declararam Al-Mawasi como uma zona humanitária segura, mas a área foi atacada em maio [en] e junho [en] de 2024. Nas semanas anteriores aos ataques, Israel expandiu a "zona segura" para partes de Khan Younis, e centenas de milhares de palestinos evacuaram para lá.
As FDI afirmaram ter informações de que Mohammed Deif e outro comandante do Hamas, Rafa Salama, estavam em um "complexo" próximo à zona segura de Al-Mawasi. Mohammed Deif é conhecido por escapar de várias tentativas de assassinato por Israel. Alegadamente, Deif e Salama foram os principais planejadores do Ataque liderado pelo Hamas em 7 de outubro contra Israel.
Um porta-voz das FDI declarou: "Se líderes seniores do Hamas pensam que podem construir um complexo e se esconder em uma área para onde pedimos que os civis se deslocassem, nós os caçaremos". A correspondente da Al Jazeera, Hamdah Salhut, afirmou que as forças israelenses "comumente" alegam que civis estão sendo usados como escudos humanos pelo Hamas [en] para justificar ataques a zonas seguras: "Vimos repetidamente ataques em áreas onde há dezenas de milhares de palestinos deslocados".

## Ataques aéreos
De acordo com um porta-voz da defesa civil palestina, o ataque israelense atingiu várias tendas que abrigavam palestinos deslocados, além de uma casa separada localizada a certa distância. As FDI afirmaram que alvejaram Mohammed Deif com pelo menos cinco mísseis guiados com precisão, direcionados a um edifício em um "ambiente civil", e não a um acampamento de tendas.
Com base em vídeos e fotos, o The New York Times concluiu que ocorreram dois ataques aéreos: o primeiro atingiu um edifício, deixando uma cratera de 18 metros consistente com uma bomba de 2.000 libras; o segundo, menor, atingiu uma rua movimentada em frente a dois veículos de resgate de emergência, a cerca de 100 metros do edifício. Dois especialistas militares afirmaram que os soldados israelenses que lançaram os ataques teriam visto os veículos de emergência identificados: "qualquer alvo do Hamas tem necessidade militar suficiente para que qualquer perda civil seja considerada proporcional".
De acordo com o The Wall Street Journal, as FDI lançaram oito bombas de 2.000 libras em Al-Mawasi, sendo pelo menos uma delas fabricada nos Estados Unidos.
Segundo um correspondente local da Al Jazeera, aviões de guerra atingiram Al-Mawasi com "cinco bombas e cinco mísseis". O porta-voz da defesa civil de Gaza afirmou: "Fomos ao local e vimos crianças, mulheres e homens despedaçados. As tendas pegaram fogo e queimaram. Eles usaram bombas tão poderosas que os corpos foram enterrados no solo". Uma testemunha relatou que o local do ataque aéreo parecia ter sido atingido por um "terremoto". Um correspondente do The New Arab [en] relatou que os ataques aéreos israelenses também atingiram equipes de resgate enquanto tentavam ajudar as vítimas feridas, matando alguns socorristas.
De acordo com o The Jerusalem Post, o assassinato de Deif foi realizado com base em informações de um carteiro local. O carteiro, envolvido na entrega de mensagens e na coleta de informações sobre operações do Hamas, viu Mohammed Deif durante sua rota e informou sua localização às Forças de Defesa de Israel (FDI). As FDI então executaram o assassinato com base nessas informações.

## Ataque a equipes de resgate
Testemunhas e o Euro-Mediterranean Human Rights Monitor relataram que, após o ataque, esquadrões de aeronaves quadricópteras aguardaram a chegada de ambulâncias e equipes de defesa civil e abriram fogo assim que elas chegaram. Um jornalista no local afirmou que as forças israelenses "alvejaram diretamente" as equipes de defesa civil.
De acordo com a Defesa Civil Palestina, dois de seus membros foram mortos no ataque.

## Vítimas
A Crescente Vermelho Palestino informou que suas equipes de ambulâncias atenderam 102 pacientes feridos e recuperaram 23 corpos após o ataque. Vinte dos feridos e 21 corpos foram transferidos para o Hospital de Campo Al-Quds do Crescente Vermelho, e 22 feridos foram levados para o Hospital Al-Amal. O Ministério da Saúde de Gaza relatou pelo menos 90 mortos e 300 feridos no que descreveu como um "massacre brutal da ocupação". Segundo o porta-voz do Hamas, Abu Zhuri, todas as vítimas eram civis.
Segundo a Medical Aid for Palestinians [en], o Hospital Nasser [en] em Khan Younis ficou "sobrecarregado" e incapaz de receber o grande número de feridos. Um oficial da ONU, Scott Anderson, descreveu as cenas no Hospital Nasser como "algumas das mais horríveis que vi em meus nove meses em Gaza". A Organização Mundial da Saúde informou que enviou 50 camas dobráveis e 50 macas para aumentar a capacidade do Complexo Médico Nasser.

### Destino de Deif e Salama
As FDI confirmaram que Salama foi morto um dia após o ataque. Em 1º de agosto, as FDI relataram que confirmaram a morte de Deif, juntamente com "outros terroristas", após uma atividade de inteligência. O Hamas rejeitou as alegações das FDI de que havia alvejado seus líderes, classificando-as como "alegações falsas" destinadas a "encobrir a escala do horrível massacre".
De acordo com o canal saudita Al-Hadath [en], Rafa Salama foi morto no ataque, enquanto Deif ficou gravemente ferido. No início de novembro de 2024, segundo o jornal saudita Asharq Al-Awsat, com sede em Londres, o Hamas reconheceu privadamente a morte de Mohammed Deif e confirmou que perdeu contato com ele após o ataque. Duas pessoas, incluindo um mensageiro, foram interrogadas sob suspeita de ajudar Israel a localizar Deif e Salama. O Hamas posteriormente emitiu uma declaração negando as afirmações do jornal.
Em 30 de janeiro de 2025, as Brigadas Al-Qassam confirmaram que Deif e Salama foram mortos no ano anterior.

## Mandados de prisão
Um mandado de prisão foi emitido para Mohammed Deif pela Tribunal Penal Internacional (TPI) em 21 de novembro de 2024, junto com Benjamin Netanyahu e Yoav Gallant. A corte reconheceu que a morte de Deif foi relatada, mas afirmou que havia menos evidências públicas do que para as mortes de Yahya Sinwar ou Ismail Haniya. Em 26 de fevereiro de 2025, a TPI cancelou o mandado após o Hamas confirmar a morte de Deif, com os promotores afirmando que havia "informações suficientes e confiáveis" de que Deif foi morto em 13 de julho de 2024.

## Reações
Fontes israelenses e do Hamas relataram que o ataque em Al-Mawasi impactou as negociações de cessar-fogo, mas elas continuaram em andamento.

### Israel
- Forças de Defesa de Israel: afirmaram que Mohammed Deif e o comandante do Hamas em Khan Younis estavam no complexo.[44] As FDI declararam: "Nosso ataque em Mawasi Khan Younis tem como alvo Al-Deif, o comandante da Brigada Khan Younis, Rafa Salama, e outros ativistas do Hamas". Também afirmaram que agiram com base em "inteligência precisa" para atingir uma área onde "dois terroristas seniores do Hamas" estavam escondidos.[27]
- Knesset
  - O primeiro-ministro Benjamin Netanyahu afirmou que "O Oriente Médio e o mundo inteiro estarão melhores se esse assassino em massa for eliminado".[22] David Horovitz [en] escreveu que a morte de Deif seria uma "perda prática significativa" para o Hamas em termos de sua capacidade de continuar a guerra e se reconstruir depois.[45]
  - O ministro da Defesa Yoav Gallant escreveu em uma declaração em 1º de agosto, após a confirmação da morte de Deif no ataque: "Mohammed Deif, o 'Osama Bin Laden de Gaza,' foi eliminado em 13.07.24. Este é um marco significativo no processo de desmantelamento do Hamas como autoridade militar e governamental em Gaza e na realização dos objetivos desta guerra."[46]
- Mídia: O jornalista do Haaretz, Gideon Levy, intitulou seu artigo de opinião sobre o evento, "Quantas crianças mortas em Gaza valem Mohammed Deif?"[3] No artigo, ele afirmou: "Israel pagará o preço por este assassinato, assim como pagou, direta ou indiretamente, imediata ou eventualmente, por cada assassinato anterior".[3]
- Protestos: No mesmo dia dos ataques aéreos, manifestações em Jerusalém exigiram um cessar-fogo e um acordo para libertação de reféns. Manifestantes condenaram o ataque e o classificaram como um "evento lamentável".[47]

### Palestina
- Hamas: O Hamas declarou que "não é a primeira vez que Israel afirma alvejar líderes palestinos, apenas para ser desmentido mais tarde".[23] Em um comunicado, o Hamas anunciou: "O massacre em Al-Mawasi, em Khan Younis, foi cometido contra uma área lotada com mais de 80.000 pessoas deslocadas. Isso é uma clara confirmação do governo sionista de que continuará sua guerra de extermínio contra nosso povo palestino, por meio do ataque repetido e sistemático a civis deslocados indefesos em tendas, abrigos e bairros residenciais".[27] O grupo publicou um comunicado no Telegram pedindo que os palestinos da Cisjordânia e de Jerusalém Oriental se "mobilizassem" em resposta ao ataque.[48]
- Movimento da Jihad Islâmica na Palestina: O movimento condenou o ataque, afirmando que "O horrível massacre cometido pela entidade sionista em Al-Mawasi, próximo a Khan Younis, é uma insistência em continuar a guerra de extermínio contra nosso povo".[49]
- Autoridade Nacional Palestiniana
  - O porta-voz Nabil Abu Rudeineh [en] afirmou que os Estados Unidos têm responsabilidade pelas ações de Israel e declarou que "O massacre em Al-Mawasi é uma continuação da guerra genocida contra nosso povo".[50]
  - O primeiro-ministro palestino Mohammad Mustafa condenou os "crimes genocidas" de Israel em Gaza.[51]
  - O presidente palestino Mahmoud Abbas afirmou que Israel e os Estados Unidos foram responsáveis pelo ataque em Al-Mawasi.[52]

- Protestos: Centenas de palestinos protestaram na Cisjordânia contra os ataques de Israel em Al-Mawasi e no campo de Al-Shati, que matou pelo menos 22 pessoas [en]. Os protestos ocorreram nas cidades de Ramallah, Jenin, Hebron e Tubas [en].[53]

### Internacional
- Brasil: O presidente Luiz Inácio Lula da Silva classificou os ataques como "inaceitáveis" e afirmou ser "terrível" que Israel continue "punindo coletivamente o povo palestino" com "massacres intermináveis".[54]
- Colômbia: O presidente Gustavo Petro expressou indignação após o ataque no X.[55]
- Egito: O Ministério das Relações Exteriores condenou veementemente o ataque.[56]
- União Europeia: O chefe de política externa Josep Borrell pediu "acesso a investigações independentes e responsabilização".[15] Borrell afirmou que o ataque representa um possível crime de guerra, declarando: "As guerras têm limites consagrados no direito internacional; o fim não justifica todos os meios. Condenamos qualquer violação".[57]
- Conselho de Cooperação do Golfo: O secretário-geral Jasem Mohamed Albudaiwi condenou o ataque, afirmando que a incursão é "evidência de uma série de crimes sistemáticos e contínuos de Israel contra o povo palestino irmão".[58]
- Hezbollah: Hassan Nasrallah disse: "Hoje, a ocupação realizou um grande massacre contra pessoas deslocadas em al-Mawasi, em Khan Younis. Em seguida, justificou dizendo que queria atingir os líderes [do Hamas]“, dizendo ainda: ”Há injustiças e opressão piores no mundo?"[14]
- Hutis: O grupo condenou o ataque, chamando os líderes de Israel de "criminosos de guerra" e afirmando que "As falsas alegações do inimigo sobre alvejar líderes da resistência palestina não podem encobrir a gravidade de seus crimes".[59]
- Irã: Nasser Kanaani [en], porta-voz do Ministério das Relações Exteriores do Irã, condenou o ataque, afirmando no X que o ataque foi o "mais recente crime na série de crimes cometidos pelo regime sionista assassino de crianças".[60]
- Jordânia: O porta-voz do Ministério das Relações Exteriores, Sufyan al-Qudah, condenou o ataque.[61]
- Malásia: O Ministério das Relações Exteriores condenou o ataque, afirmando que "Este ataque hediondo e terrível, que ocorreu em uma área designada por Israel como zona segura para os palestinos, é um flagrante desrespeito por toda a vida humana".[14]
- Omã: O país classificou o ataque como "um ato explícito de terrorismo [en] e nova evidência da política de extermínio deliberado contra o povo palestino".[14]
- Organização para a Cooperação Islâmica: A organização condenou veementemente os "massacres hediondos" de Israel em Al-Mawasi, Khan Younis e no campo de refugiados de Shati, afirmando que considera os ataques uma "extensão do crime de genocídio que a ocupação israelense continua a cometer contra civis palestinos, em flagrante desafio" à TIJ.[62]
- Catar: O país classificou o ataque como "um massacre brutal e chocante, e um novo incidente a ser adicionado à série contínua de crimes da ocupação contra o povo palestino e toda a humanidade", e o Ministério das Relações Exteriores pediu ações internacionais contra Israel.[63]
- Arábia Saudita: O Ministério das Relações Exteriores condenou fortemente o ataque e pediu a "ativação de mecanismos internacionais de responsabilização" contra Israel.[64]
- Turquia: O Ministério das Relações Exteriores classificou o ataque como "uma fase do esforço do governo Netanyahu para aniquilar completamente os palestinos", afirmando que todos os países devem deter a "barbárie" de Israel.[14]
- Emirados Árabes Unidos: O país denunciou os abusos de Israel em Gaza, incluindo "o mais recente ataque a campos de pessoas deslocadas em Khan Younis, no sul de Gaza, que levou a numerosas mortes e ferimentos de dezenas de civis inocentes".[14]
- Nações Unidas: O secretário-geral António Guterres disse estar "chocado e entristecido" pelo ataque israelense.[14] O porta-voz da ONU, Stéphane Dujarric [en], afirmou que o ataque foi "outro exemplo trágico do impacto sobre civis".[65]
  - UNICEF: A chefe Catherine Russell afirmou que "As crianças devem ser protegidas. Os reféns devem ser libertados. O sofrimento deve acabar" após o ataque.[66]
  - UNRWA: O chefe Philippe Lazzarini [en] citou uma mãe palestina que perdeu seu filho de 8 anos e teve outro ferido no ataque, afirmando ainda que "O ataque de ontem e as baixas em massa são um lembrete claro de que ninguém está seguro em Gaza, onde quer que esteja".[67] Scott Anderson, diretor da UNRWA em Gaza, declarou: "Os pais me disseram, em desespero, que se mudaram para a 'chamada zona humanitária' na esperança de que seus filhos estariam seguros lá".[68]
  - OHCHR: Em uma declaração, o escritório de direitos humanos da ONU condenou o "uso de armas com efeitos em área em áreas populosas de Gaza, incluindo em áreas que as próprias FDI designaram como zonas humanitárias, matando muitos civis".[69]

### ONGs Internacionais
- ActionAid: O grupo humanitário condenou o ataque.[70]
- Conselho para as Relações Americano-Islâmicas: O grupo pediu o fim do apoio dos EUA a Israel.[71]
- Islamic Relief [en]: A organização beneficente condenou a "matança brutal e ferimento de centenas de civis".[72] Funcionários descreveram "cenas de destruição absoluta" e a organização classificou o ataque como "um precedente aterrorizante para um Estado-nação estabelecer".[73]
- Médicos Sem Fronteiras: Mohammed Abu Mughaisib, coordenador médico adjunto, declarou: "Nunca vi um evento de baixas em massa tipo este [sábado]".[74]
- Medical Aid for Palestinians [en]: A organização beneficente sediada no Reino Unido pediu que o governo britânico "aja urgentemente para suspender as vendas de armas para Israel e prevenir mais atrocidades".[75]
- Oxfam: A organização sediada no Reino Unido condenou o ataque.[76]